# Ferribushmakinita
La ferribushmakinita és un mineral de la classe dels fosfats que pertany al supergrup de la brackebuschita. Rep el nom per ser l'anàleg de Fe3+ de la bushmakinita amb l'esmentat Fe3+ substituint Al.

## Característiques
La ferribushmakinita és un fosfat de fórmula química Pb₂Fe3+(PO₄)(VO₄)(OH). Va ser aprovada com a espècie vàlida per l'Associació Mineralògica Internacional l'any 2014. Cristal·litza en el sistema monoclínic. La seva duresa a l'escala de Mohs és 2.
L'exemplar que va servir per a determinar l'espècie, el que es coneix com a material tipus, es troba conservat a les col·leccions mineralògiques del Museu d'Història Natural del Comtat de Los Angeles, a Los Angeles (Califòrnia) amb el número de catàleg: 64512.

## Formació i jaciments
Va ser descoberta als Estats Units, concretament a la mina Silver Coin, situada a la localitat de Valmy, dins el districte miner d'Iron Point (comtat de Humboldt, Nevada), on es troba en quars massiu. Es tracta de l'únic indret de tot el planeta on ha estat descrita aquesta espècie mineral.